# Туризм в Кыргызстане
Туризм в Кыргызстане относительно развит, развитие индустрии тормозится малыми инвестициями. 
Озеро Иссык-Куль (входит в число 30 крупнейших по площади озер мира и занимает седьмое место в списке самых глубоких) и горы Тянь-Шань являются относительно популярными туристическими направлениями. Главный магнит для гостей страны — горный туризм — более 3/4 территории Кыргызстана занимают горы, северо-восточная его часть лежит в пределах Тянь-Шаня, юго-западная — Памиро-Алая. Здесь имеются три семитысячника: (пик Ленина, пик Победы и пик Хан-Тенгри) и около 160 разновидностей горных и равнинных ландшафтов. 
Российские туроператоры в основном ориентированы на пляжный туризм и предлагают россиянам путевки на озеро Иссык-Куль или к горячим источникам; среди плюсов — прямые рейсы, невысокие цены на проживание и услуги, отсутствие визового режима и языкового барьера. 
Страна славится знаменитым восточным гостеприимством. Киргизская кухня сытна и оригинальна. Хотя Кыргызстан — светское государство, большинство местных жителей придерживается мусульманских традиций, это накладывает ограничения на поведение туристов.
Самые комфортные периоды для поездки в Киргизию — с апреля по июнь и с сентября по ноябрь, летом в городах бывает жара; в горной местности и возле озер прохладнее (так, период с конца июня по конец августа — лучший сезон на Иссык-Куле).
В начале 2000-х годов в среднем ежегодно приезжало около 450 тыс. туристов, в основном из стран бывшего Советского Союза. 
Далее туристический поток увеличился и стал сопоставим по численности с населением Киргизии — в 2013 году республику посетило 3,076 млн человек, из которых подавляющее большинство составили жители стран СНГ (2921,6 тыс.).
В 2018 году британское общество бэкпэкеров (самостоятельных туристов) оценило Киргизию как пятое место в мире среди лучших приключенческих путешествий, заявив о том, что страна является тайной приключений.

## Достопримечательности
Научно-популярный журнал «National Geographic» назвал восемь диких мест в Кыргызстане, которые рекомендуются для посещения туристами: «В городах Кыргызстана много зданий в советском стиле, просторные рынки и красочные мечети. Однако за пределами Бишкека и Оша вы увидите чудо — высокогорные озера, заснеженные вершины и ореховые леса», — пишет издание, и включило несколько мест в свой выбор:
- Национальный парк Ала Арча — расположен в 40 километрах от Бишкека. Одна из самых известных природных зон в стране. С киргизского языка «ала-арча» переводится как «пестрый можжевельник» — это растение используется местным населением для защиты жилья от злых духов.
- Кёль-Суу — озеро в высокогорье у границы с Китаем. Чтобы добраться туда, нужно четыре часа ехать на машине из Нарына, а затем пешком или на лошадях.
- Пик Ленина — расположен на границе с Таджикистаном. Один из «семитысячников» — высочайших вершин Центральной Азии и один из самых известных пиков в Кыргызстане. Опытные альпинисты стараются покорить его каждый год.
- Арсланбоб — один из крупнейших ореховых лесов в мире. Впервые заинтересовал поселенцев в III веке до нашей эры, а сегодня привлекает туристов из разных стран.
- Национальный природный парк «Саркент» в Баткенской области, там имеется юрточный городок.
- Ала-Куль — озеро, расположено в заснеженной горной цепи Тески Ала-Тоо на высоте 3532 метра. Добраться туда можно только пешком и это займет не один день.
- Водопад Шаар находится на высоте 3200 метров в ущелье Баш-Каинды в Нарынской области, входит в пятерку самых больших водопадов Центральной Азии.
- Таш-Рабат — в свое время это историческое здание служило главной стоянкой для торговцев и караванов, следующих по Великому шелковому пути. Караван-сарай был построен в долине между горами Ат-Баши. Сегодня туристы могут попасть сюда за небольшую плату. Рядом проходят пешеходные тропы, ведущие к озеру и Чатыр-Кульскому заповеднику.
- Боконбаево — небольшая деревня на побережье Иссык-Куль привлекает туристов с сохранившимися традициями. Здесь им покажут охотничьи игры с охотничьими птицами или предложат покататься на лошади.

В столице: Государственный исторический музей, Центральная мечеть (самая большая в Средней Азии), местные базары (два самых популярных — Ошский и «Дордой»).
В пригороде Бишкека есть красивые ущелья с теплыми источниками — например, Аламедин (там, на курорте «Теплые ключи» расположен радоновый источник).
Город Ош — самый аутентичный и древний город страны, там имеется старинная махалля (узбекский квартал). В центре города находится гора Сулайман-Тоо — первая локация страны, внесенная в список культурного наследия ЮНЕСКО.
Озеро Иссык-Куль с советских времен считается популярным курортом, с многочисленными санаториями, пансионатами и домами отдыха, значительная часть которых расположена в городе Чолпон-Ата и его окрестностях.  С юга озеро огибают горы, а на севере растут леса. Имеются все условия для оздоровительного отдыха: горный воздух, чистая прохладная вода, лечебные грязи и минеральные источники.
На южном берегу Иссык-Куля, рядом с селом Тосор, находится каньон Сказка (Каньонская сказка) — каньон образовался в результате тысячелетней ледяной, водной и ветровой эрозии и состоит из причудливых фигур из камня и глины; его часто  сравнивают с Большим каньоном. 
Также, примечательно Григорьевское ущелье, находящееся в 60 км от Чолпон-Ата, и находящееся далее Семеновское ущелье.
На востоке от озера город Каракол, где есть горнолыжный курорт.

## Этнотуризм
В каждой области есть несколько юртовых лагерей (юртовый кемпинг), которые обслуживают туристов — юрты специально оборудованы под туристов и внутри оформлены в традициях кыргызского народа. 
Такие есть, на побережье Иссык-Куля, 
некоторые из наиболее заметных (и отдаленных) находятся в Таш-Рабате, 
в Нарынской области («доме камней»  за городом Нарын и на берегах высокогорного озера Сон-Куль), и 
в долине Джети-Огуз («Семь быков») в Джети-О)гузском районе недалеко от города Каракол на озере Иссык-Куль.
Также, этнокомплекс «Супара» в селе Кок-Жар Аламудунского района.

## Экотуризм
В настоящее время в Киргизии предпринимается ряд усилий по продвижению «экологически чистого» туризма. Швейцарская организация культурного развития Helvetas спонсировала несколько подобных проектов, в том числе «Жизнь Шепарда» и «Туризм на базе общин». Многие туристические компании в Кыргызстане понимают, что «эко-» звучит очень привлекательно для многих туристов, которые приезжают в их страну, поэтому они склонны использовать это слово для описания своей организации, даже если они ничего не делают для продвижения мероприятий «с низким коэффициентом воздействия на окружающую среду» или для создания «не оставляющего следов» кемпинга. Приезжающих туристов привлекает красота окружающей среды.
В 2010 году Кыргызстан присоединился к региональной инициативе The Region Initiative (TRI), которая является трехрегиональным объединением организаций, связанных с туризмом. TRI функционирует как связующее звено между тремя регионами — Южной Азией, Центральной Азией и Восточной Европой, к которой также присоединяются Армения, Бангладеш, Индия, Грузия, Казахстан, Пакистан, Непал, Таджикистан, Россия, Шри-Ланка, Турция, Украина и Узбекистан.

## Статистика
Большинство приезжих в Киргизию были из следующих стран:
| Страна                    | 2017      | 2016      | 2015      | 2014      |
| ------------------------- | --------- | --------- | --------- | --------- |
| Казахстан                 | 1,833,900 | 1,787,100 | 1,989,200 | 1,998,500 |
| Россия                    | 471 400   | 431 000   | 528 700   | 447 700   |
| Таджикистан               | 250,900   | 169,500   | 117,600   | 79,300    |
| Узбекистан                | 479,600   | 150,700   | 60,900    | 125,900   |
| Украина                   | 8,200     | 141,300   | 133,600   | 5,800     |
| Турция                    | 54,300    | 36,800    | 36,100    | 33,000    |
| Китай                     | 39,500    | 36,600    | 35,800    | 29,900    |
| Соединённые Штаты Америки | 14,200    | 13,900    | 19,200    | 14,300    |
| Индия                     | 19,600    | 11,400    | 7600      | 4200      |
| Германия                  | 13,100    | 11,100    | 16,700    | 15,200    |
| Республика Корея          | 13,100    | 10,300    | 7000      | 10,500    |
| Туркменистан              | 800       | 8500      | 5900      | 8600      |
| Азербайджан               | 8500      | 8100      | 5300      | 3700      |
| Великобритания            | 6900      | 6600      | 6900      | 4400      |
| Грузия                    | 5700      | 5700      | 2500      | 1800      |
| Всего                     | 3 219 700 | 2 930 200 | 3 050 600 | 2 849 400 |